# Dionisio Terrer Fernández
Dionisio Terrer Fernández (Fuente Álamo de Murcia, Murcia) fue un abogado español de gran prestigio durante la primera mitad del siglo XX, hijo del ilustre notario D. Napoleón Terrer y Perier.

## Biografía
Cursó el Bachiller en Murcia y Derecho en Granada. Se casó con Dª Concha Casalins y desempeñó el cargo de Juéz Municipal de Cartagena (Murcia), y también ocupó los juzgados de primera instancia de Viella (Lérida), Casas Ibáñez (Albacete), Valls (Tarragona) y Tarrasa (Barcelona).
En febrero de 1926 marchó de Casas Ibáñez (Albacete), donde estaba al menos desde 1924, hasta Valls (Tarragona). Las crónicas de la época hablaban de las enormes simpatías de las que gozaba D. Dionisio en Valls e informaban de que la Cofradía de N. Sra. del Carmen le encomendó el pendón principal en la procesión de ese año.
El 11 de febrero de 1933 tomó posesión como Presidente de la Audiencia Provincial de Tarragona.
Durante la Segunda República Española, el 4 de julio de 1933 fue nombrado director general del Instituto de Reforma Agraria y el 14 de septiembre del mismo año se acepta su dimisión del cargo.
El 10 de julio de 1933 se le nombró Hijo Predilecto de Fuente Álamo de Murcia (Murcia). 
El 25 de enero de 1937 el Ministerio de Justicia le nombró magistrado de la recién creada Sala Especial de Amnistía del Tribunal Supremo para dar la amnistía a los penados y encausados por delitos políticos, sociales, comunes o militares anteriores al 15 de julio de 1936.
En 1939, acabada la guerra civil española, como muchos otros funcionarios públicos sufrió depuración por ser afecto a la causa republicana. Se acordó su separación definitiva del servicio como magistrado del Tribunal Supremo.
- Datos: Q5807601